# Julia Perez
Yuli Rachmawati (* 15. července 1980, Jakarta, Indonésie - 10. června 2017) byla oblíbená indonéská zpěvačka, herečka a modelka. Její umělecké jméno bylo Julia Perez nebo Jupe. Jako interpretka žánru dangdut byla velmi ostře kritizována za otevřenou a přílišnou sexualitu. V roce 2017 zemřela na
rakovinu děložního hrdla.

## Alba
- Kamasutra (2008)
- Ost. Arwah Goyang Karawang (2011)
- Ost. Pocong Minta Kawin (2011)